# Lea Ahlborn
Lea Ahlborn (Stockholm, 1826. február 18. – Stockholm, 1897. november 13.) svéd éremművész. Ő volt az első svéd nő, aki állami szolgálatban pénzérméket és medálokat vésett és tervezett.

## Élete
Apja Louis Lundgren királyi éremvéső volt. Lea fiatal lánykorában érdeklődést és tehetséget is mutatott a mesterség iránt. Később testvére, Pehr Henrik vette át apja munkáját. Az 1800-as évek közepén a művészi pályára törekvő nőknek nagyon kevés lehetőségük volt a tanulásra, csak férfiak részesülhettek művészképzésben. Leának és két másik nőtársának sikerült kivételes engedélyt kapniuk, és részt vehettek a Művészeti Akadémia kurzusán.
1851-ben párizsi tanulmányútra indult testvérével. Armand Toussaint szobrásznál, Désiré-Albert Barre éremvéső művésznél, valamint nagybátyjánál John Salmson éremkészítőnél tanult.
1855-ben meghalt édesapjuk, testvére betegeskedett, így Lea lett a királyi pénzverde hivatalos éremtervezője és vésője. Negyven év alatt ő tervezte a svéd pénzérméket, és több mint négyszáz emlékérmet. Készített érmét a Svéd Tudományos Akadémiának. Az Amerikai Egyesült Államok kormánya megbízta, hogy készítsen emlékérmet az Amerikai függetlenségi háború 100 éves évfordulójára, és Amerika felfedezésének 400 éves évfordulójára. Az érmek nagy tetszést arattak, és az amerikai sajtó a világ legképzettebb éremvésőjének nevezte Leát. 1881-ben a Művészeti Akadémia tagjává választották. II. Oszkár svéd király Illis quorum medállal jutalmazta.
Amikor közeledett nyugállományba vonulása, heves viták folytak az Államkincstár igazgató tanácsában és a parlamentben is arról, hogy kaphat-e egyáltalán nyugdíjat, ha igen, a férfi hivatalnokéval azonos összegűt-e, vagy csak annak felét. Lea azonban tovább dolgozott, 1897-ben infarktusban halt meg.

## Galéria

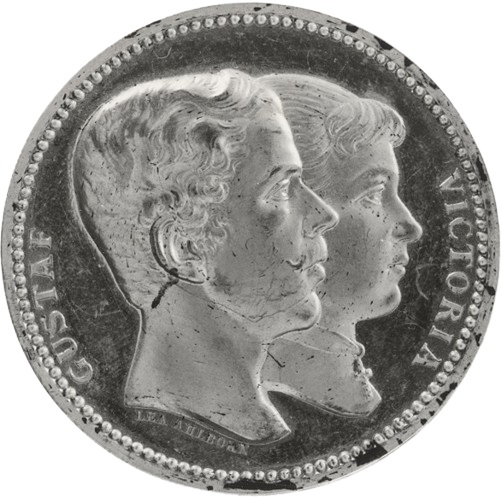
V. Gusztáv svéd királyt és Viktória svéd királynét ábrázoló érme
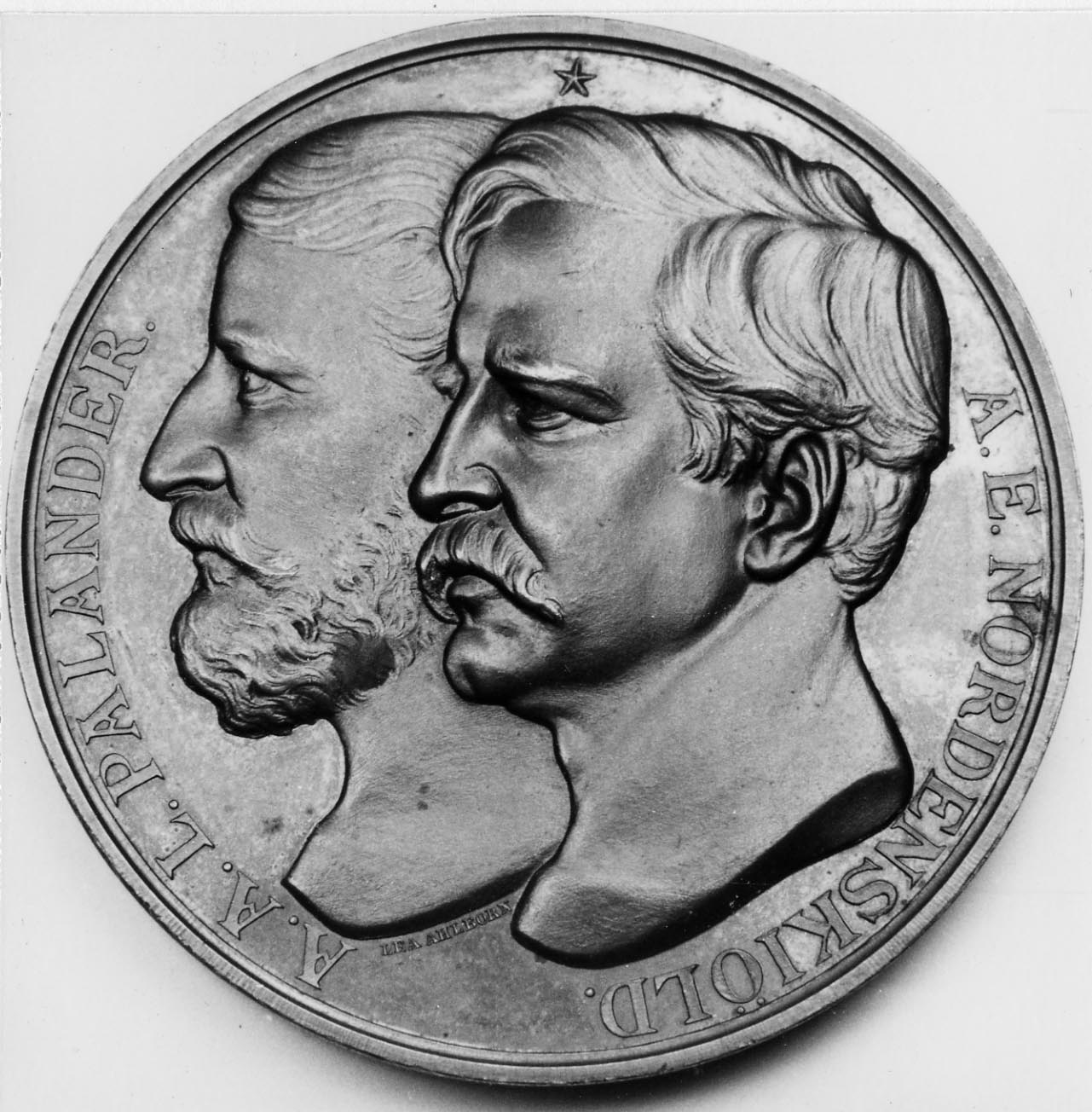
Az Északkeleti átjáró felfedezésének emlékérméje
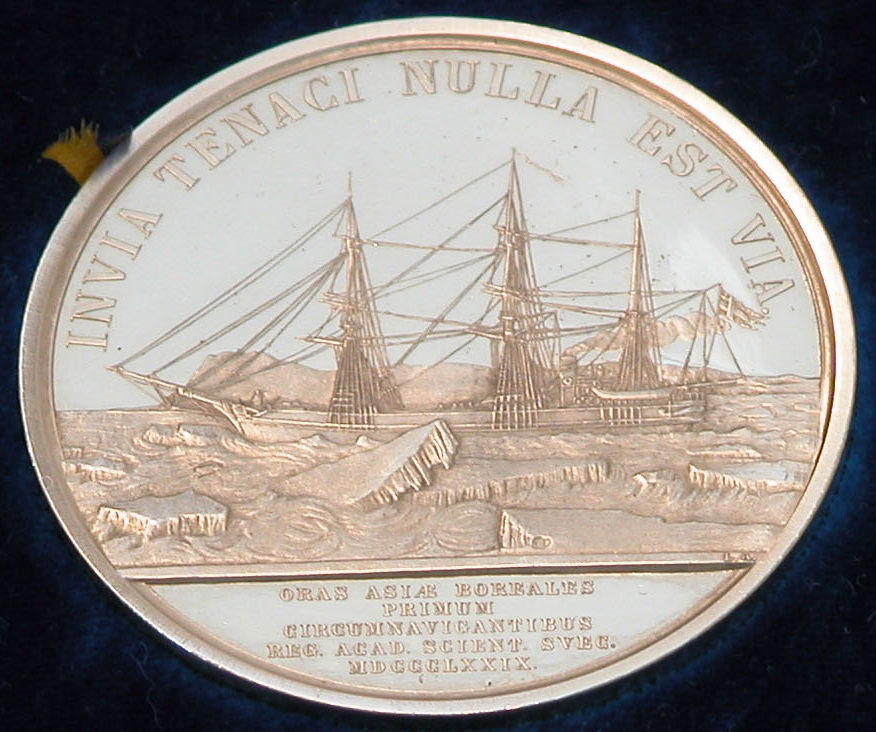
A Vega hajót ábrázoló érme